# Wild Cat
Der Begriff Wildcat (von englisch wildcat, deutsch Wildkatze) ist die amerikanische Bezeichnung für Explorationsunternehmen zur Suche von Bodenschätzen, insbesondere von Erdöl, die äußerst riskant sind, aber bei Erfolg sehr ertragsreich sein können. Der amerikanische Begriff wildcat drilling wird als Synonym für Probe- oder Erkundungsbohrung verwendet. Von wildcat-Bohrlöchern spricht man bei Bohrungen in Gebieten, für die wenig oder keine geologischen Informationen vorliegen.